# Тыхальские
Тыхальские — дворянский род Волынской шляхты, происходят от Онуфрия Тыхальского, бельского стольника.
Его сын Антон (Antoni) в мае 1640 года купил у шляхтича Яна Скорупского половину имения Села Подзамче с крестьянами и угодьями.
Его единственный сын Яков (Якуб, Jakub) 28 февраля 1665 г. вступил в владение отцовским имением.
Единственный сын Якуба, Викентий (Wincenty) 23 декабря 1700 года переуступил имение Подзамче c крестьянами и угодьями своему сыну единственному Ивану (Яну, Jan), который в сентябре 1735 года продал имение Подзамче шляхтичу Антону Вороничу за сумму в 7 тысяч 300 польских злотых.
Единственный сын Яна, Фома (Томаш, Tomasz) по ревизии 1795 г. (первой после присоединения Волыни к России) был записан в числе других дворян Острогского уезда по селению Новоставцы. Позже Фома Тыхальский владел деревней Яцковичи.
Единственный сын Фомы (Томаша) и его жены Марьяны — Григорий Фомич (Гжегож, Grzegorz) родился 27 ноября 1788 года в городе Овруч. Он женился на дочери овручкого бургомистра Ивана Пиотровича — Марьяне.
Определением Волынского Дворянского Депутатского Собрания от 28 декабря 1822 года под № 128 дворянин Овручского Уезда Григорий Тыхальский признан в дворянском достоинстве, в определении говорится, что Тыхальские принадлежат Гербу Любич и род Тыхальских был внесён в Шестую часть Дворянской Родословной книге Волынской губернии.
Указом Правительствующего Сената от 8 июня 1848 года за № 16687 утверждены в древнем дворянском достоинстве Григорий Фомич Тыхальский и шесть его сыновей: Иосиф, род. 22 марта 1822, Петр, род. 30 июня 1824, Павел, род. 6 марта 1828, Иван, род. 11 мая 1830, Григорий, род 30 января 1832, Яков, род. 1 декабря 1833.
Седьмой сын Григория Фомича Тыхальского — Феофил-Фёдор родился в феврале 1835 года и был сопричислен к роду Тыхальских, признанных в потомственном дворянстве Российской империи, в 1857 году.
Представители рода Тыхальских:
- Павел Григорьевич — титулярный советник, городской голова города Овруч
- Григорий Григорьевич — капитан русской армии, сражался при обороне Севастополя в рядах 41-го Селенгинского пехотного полка.
- Вячеслав Григорьевич (изменил свою фамилию на Тихальский) — русский педагог, статский советник, Директор Арзамасской и Александровской духовных семинарий.

«Дело Дворянского рода Тыхальских» (1836-56 гг.) хранится в Санкт-Петербурге в РГИА. Ф. 1343 (Департамента Герольдии Правительствующего Сената Российской Империи). Опись 37. Дело 3739.